# BNA ビー・エヌ・エー
『BNA ビー・エヌ・エー』は、TRIGGER制作による日本のテレビアニメ作品。2020年4月から6月まで (2016年) フジテレビ「+Ultra」枠にて放送された。
21世紀に歴史の闇に隠れていた獣人たちの存在が明らかになり始めた舞台が描かれる。

## あらすじ
人ならざる獣人たちが、人間からの差別を逃れ、自由に生きられる街・『アニマシティ』。タヌキ獣人の影森みちるはひとりアニマシティにやってきたが、騒動に巻き込まれ、オオカミ獣人・大神士郎に出会う。みちるは元人間の獣人だった。
アニマシティに獣人・銀狼を教祖とする『銀狼教団』が永住許可を求めてやってくる。銀狼はみちるの元親友・日渡なずなだった。なずなはみちるよりも早く獣人化し以後行方不明になっていた。みちるはなずなとの再会を喜ぶが、シルヴァスタ製薬のCEO・アランにより、教団の永住は延期される。殺し屋に襲われたアランをなずなが救い、獣人たちは銀狼に熱狂する。しかし、本物の銀狼は大神士郎だった。アランは獣人たちをコントロールするためなずなを銀狼に仕立て上げ、自作自演の事件をおこしていた。
みちるとなずなが獣人化したのは獣因子試薬を誤って輸血されたのが原因だった。アランはみちるに獣人病の治療薬の開発が終わるまでなずなへの協力を求める。獣因子暴走症候群【ニルヴァジール・シンドローム】で街が滅ぶのを防ぐため、アランはメディカルセンターで獣人を人間に変えるワクチン開発を進めていたが、士郎は反発する。
銀狼教団がなずなのコンサートを開くことになり、なずなは自分が人間であることを打ち明けようとする。みちるは止めに入ったが、教団の修行長ボリスがなずなが人間であることを明かす。ショックを受けた獣人たちがニルヴァジール・シンドロームを発症し暴走。士郎も発症しみちるに噛みつくが正気に返り、みちるとなずなの獣因子から血清が作れることがわかる。獣人を人間化するワクチンを散布しようとするアランは士郎と対立し、純血種の獣人・金狼になり、士郎を叩きのめす。みちるは士郎の遠吠えが獣人を正気に戻すと気づく。士郎はアランとの激しい戦いの末、アランにとどめをさすのを止める。みちるとなずなは士郎の遠吠えを街中に放送し、獣人たちは平穏を取り戻す。みちるはなずなとともにアニマシティに残ることを決める。

## 制作
2013年放送の『リトルウィッチアカデミア』で初監督を務めた吉成曜はその続編の企画を2018年も進めていたが結局その企画はなかったこととなった。それに代わる企画として「テーマというよりも題材として変身モノをやらないか」とのオファーがあった。
当初は手塚治虫の『ふしぎなメルモ』みたいな変身魔法少女作品を提案されたが、変身を題材にするならNetflixで『DEVILMAN crybaby』などのハードな作品が流行っていたことから、ハード要素のある手塚治虫の『バンパイヤ』のような方向性が良いとなり、最終的に獣に変身する種族、獣人をモチーフにした作品へと舵を切ることになった。その後、TRIGGERの大塚社長の仲介で中島かずき(シリーズ構成・脚本担当)が2019年6月前後に企画に参加したが、すでに男女二人バディーによる物語であることやおおまかな設定は決まっていた。
一目で視聴者の目を引く作品にしたい、との思いから強烈なイメージが特徴的なカナダ人アーティストのGenice Chanにコンセプトアートを依頼することになり、日本ではあまり見られない感じの色彩感覚のあるアニメに仕上がった。

## 登場人物

### 主要人物
影森 みちる（かげもり みちる）
声 - 諸星すみれ
本作の主人公である女子高生のタヌキ獣人。生年月日は平成15年5月13日、高校ではバスケット部に所属。本来は人間だが、1年前に突如獣人化した。その後は自宅に身を隠して生きていたが、獣人たちが安全に暮らせると謳われていたアニマシティへ逃げ込む。
当初はアニマシティを獣人の理想の街だと思っていたが、たびたび犯罪が発生したり、弱肉強食や男尊女卑などの考え方が横行していたりする現実を目の当たりにして幻滅する。しかし、元の自分に戻れないまま人間の街には帰れないため、当面はアニマシティに住み続けることになるが、そこで様々な獣人との出会いなどを経て徐々に認識に変化が生じ始める。言動や振る舞いは現代の女子高生らしく気が強く察しがいいが、倒壊する街頭テレビ台から老獣人を助けようとしたり、頼まれたとは言え、孤児達に読み書きを教えたりするなど、根は心優しく面倒見が良い。
獣人化した理由は当初は不明だったが、9話にてメディカルセンターが進めていた獣人から取り出して活性化させた「獣因子試薬」の廃棄品を誤って輸血されたことが原因だと判明した（廃棄予定の試薬が矢場達が横流しした薬の中に紛れ込んでいたため）。人間の獣人化は通常ではあり得ない現象とされているため、自身の獣人化を病気だと思っている。当初は人間の姿に戻れなかったが、第4話以降は自身の意思で戻れるようになった。しかし「楽だから」という理由で普段は獣人の姿をしている。またロゼによれば獣因子が他の獣人とは異なるらしく、手が伸びる、耳がウサギ化する、脚がチーター化するなど、状況に応じて一時的な突然変異を起こす特殊能力を持つが、獣人化との関連は不明。
なずなと再会した際には考え方の相違からすれ違いが生じてしまうが、その後なずなの「獣人の心の支えになりたい」という気持ちに偽りはないことを理解し、なずなが開くコンサートに協力する。
大神 士郎（おおがみ しろう）
声 - 細谷佳正
オオカミ獣人。職業は獣協のソーシャルワーカーであり、獣協のビルに暮らしている。獣人を守ることを第一に考える誇り高い性格だがそれ故に人間を嫌っており、たとえ獣人でも人間に手を貸して罪を犯す者には激しい怒りを燃やし、鹿獣人やサイ獣人の角をへし折るなど相手の誇りを破壊することも辞さないなど、人間が絡むと苛烈な一面を見せる。
その正体は獣人の信仰の対象となっている「銀狼」本人で、1000年前のヨーロッパに存在した獣人の街「ニルヴァジール」の出身。当初はごく普通のオオカミ獣人だったが、ニルヴァジールが人間の軍隊に滅ぼされた際に一度死亡するも、殺された同胞の血を浴びたことがきっかけで銀狼となり、同時に不老・超回復など強大な力を得た。その後は軍隊を率いていた将軍に復讐するも虚しさだけが残ってしまい、以降は銀狼として多くの獣人たちを救ってきた。そして第二次世界大戦末期のヨーロッパのとある国で獣人の人体実験を行っていた収容所を襲撃し、居合わせた人間を皆殺しにして以降は銀狼となることはなかった（ロゼと出会ったのもこの時）。
暴走獣人の調査を進める過程でアランからニルヴァジールシンドロームの存在とニルヴァジール滅亡の真相、獣人の暴走を抑えることを名目に獣人を人間にするワクチンを開発していることを知って激怒し、アランのやり方にも一定の理解を示していたみちるやロゼと対立し、指名手配されてしまう。

### アニマシティの住民
バルバレイ・ロゼ
声 - 高島雅羅
アニマシティ市長。ハダカデバネズミ獣人。落ち着いた物腰で、獣人の権利を守るためにアニマシティ設立に尽力してきた為、住民からの信頼は厚い。市長となる前は科学者であり、獣人で最初の博士号取得者でもある。また、みちるのことも対面前から認知しており、彼女の獣因子を調査し、元の姿に戻すべく助力することも約束している。
士郎とは第二次大戦末期のヨーロッパで獣人の人体実験を行っていた収容所に捕らえられていた時に出会って以降の仲で、彼の過去を知る唯一の人物であり、現在もよく仕事を依頼している。
石崎 浩一
声 - 乃村健次
ロゼ市長直属の部下。秘書やボディガードをこなす。
クロ
声 - 本橋大輔
士郎が飼っているカラスで彼が唯一心を許すペット。元々はロゼと同じ収容所にいた実験動物であり、その実験の過程で長い寿命と人語を解する高度な知能を持つ。
ジェム・ホーナー
声 - 家中宏
獣人生活協同組合（獣協）の組合長。ニワトリ獣人。アニマシティにやってきた新獣人達の面倒を見るのが主な仕事で、獣協のビルにみちるや士郎を住まわせている。鶏らしく、朝には鳴き声を上げており、みちるの目覚まし代わりになっている。
メリッサ・ホーナー
声 - 斉藤貴美子
獣人生活協同組合（獣協）の副組合長で、ジェムの妻。ウォンバット獣人。「銀狼」の敬虔な信者でもあり、毎日のお祈りを欠かさず、みちるが出かける際には必ずお手製のお守りを持たせている。
マリー伊丹（マリーいたみ）
声 - 村瀬迪与
自称ミンク獣人。アニマシティに向かう途中で獣人狩りに遭ったみちるを助けて以降、度々みちるに遭遇する。イタチやマングースと間違えられると怒ってミンクと訂正するが彼女が本当にミンク獣人かは不明。
詐欺などの犯罪行為に平然と手を染めていたり、裏社会の獣人ともコネクションがあるなど、儲けの為なら手段を選ばないが人脈は広く、扱う情報は有益な物が多い。度々みちるの前に現れては彼女を気ままに振り回すトリックスター的存在となっている。
立木 勇次
声 - 中博史
アニマシティ市警の警部。イヌ獣人（グレート・デーン）。
ルドルフ・フリップ
声 - 多田野曜平
マフィア「ザ・ファミリー」のボス。イルカ獣人。失態を犯した部下には制裁を下し、命を奪うことすら辞さない冷酷で残忍な性格だが、娘に対しては親バカと化す。父親が人間に捕まって食べられたことから士郎に負けず劣らずの人間嫌いでもあり、娘が人間界に行ってしまった際には取り返すべく人間に戦争を仕掛けようとした。
グラングランマ
声 - 一城みゆ希
女ギャングのボス。アメリカンファジーロップ獣人。みちるから盗まれた財布を返すよう迫られた際には孤児たちに読み書きを教えるよう依頼するが、実際は獣人売買に手を染めており、フリップの部下から借金返済を督促されたことで予定より早くみちるや孤児達を売り飛ばそうとしたが、現場を士郎に抑えられて逮捕された。
エルザ
声 - 小松由佳
グラングランマの部下。ライオン獣人。
日下部 勝
声 - 本橋大輔
フリップの部下。ブチハイエナ獣人。
矢場と裏取引していたところをみちるに目撃される。事件が明るみに出た責任からフリップに水死させられた。
矢場 広務
声 - 松島昭浩
メディカルセンター所長。インドサイ獣人。三村と組んで薬の横流しをしており、その際に廃棄するはずの獣因子試薬を誤って横流しする薬剤の中に入れてしまい、結果的にみちるとなずなが獣人化してしまったため、その発覚を恐れてメディカルセンターを爆破していたが、捜査を進めていた士郎によって捕らえられる。失脚後は留置所に収監されていたがボリスの面会後に突如ニルヴァジールシンドロームを発症して狂暴化して暴れ回るも、士郎と戦闘の末体を切り刻まれて死亡。その後の検視では獣因子に異常な変化が確認されている。
三村 文雄
声 - 保村真
メディカルセンター所員。カメレオン獣人。矢場の共犯者で、追ってきたみちるをビルから突き落とそうとする。立木に逮捕された。
ニナ・フリップ
声 - 前島亜美
イルカ獣人の中学生。フリップの娘。表向きは人間のふりをして動画投稿を行っている 無邪気で明るく好奇心旺盛な性格。父親とは対照的に人間界に強い憧れを抱いており、ひょんなことからみちると出会い、彼女の友達になる。その後SNSを通して知り合った人間の友人・リサ（声 – 志田有彩）が主催するパーティーにみちるとともに訪れる。そこで獣人であることが発覚するが、迫害されることはなかったものの人間側の獣人に対する知識不足が原因で命を落としかけたが、みちるに助けられる。みちるは彼女のことを心配していたが、本人は人間の街が自分が思い描いていた通りの世界だったことに満足していた。
ジャッキー
声 - 潘めぐみ
二頭身の熊獣人。スラム街の住民で構成された弱小野球チーム「ベアーズ」のキャッチャー。試合で選手の負傷によりメンバーが足りなくなったため、たまたま卓越した運動能力を見せたみちるを半ば無理矢理スカウトした。悪徳商法に引っかかるなど少々抜けているところがあり、貧しさゆえに豊かさを望むために八百長に走りかけたこともある。
第11話でニルヴァジールシンドロームを発症しなかった数少ない獣人の一人であり、第12話では事態収拾のためにみちるに協力する。
公式サイトのスタッフコメントによるとジャッキーは女性であるとのこと。
ダンテ
声 - 飛田展男
アイアイ獣人でベアーズの監督。いい加減な性格で試合中のベンチでも飲酒をしており、裏では野球賭博にも手を染めている。かつては獣人初のプロ野球選手として人間の球団に所属して注目されていたが、度重なる獣人差別に耐え切れなくなり試合中に暴力沙汰を起こしてしまい、現在に至っている。
賭博のためにベアーズを負けさせるようギャングから圧力をかけられていたが、純粋に野球を楽しむみちるやベアーズを見てかつての気持ちを取り戻し、賭博から足を洗う。
早乙女
声 - 最上嗣生
野球賭博の胴元。クワッカワラビー獣人。
ピンガ
声 - 浪川大輔
ワタリアホウドリ獣人で飛行能力を持つ。ワタリドリの特性で先祖代々海や陸を越えて移動しており、飛行用ゴーグルと通信用ヘッドセットを身につけている。獣人に人権が認められた現在では渡りで国境を超える際にはパスポートが必要となっていることを嘆いているが、基本的に飄々とした性格で、ワタリドリであることに誇りを持っている。かつては軍隊の獣人部隊に所属し、反獣人の過激派と戦ってきた経歴を持つ。
メテオール
声 - 宮城一貴
ハヤブサ獣人でピンガ同様飛行能力を持つ。闇の世界でメテオールと呼ばれており、本名は不明。金さえもらえば何でもする殺し屋。アランを襲撃するがピンガに阻止され逮捕される。矢場と同じ牢獄に収監されるが、怪物化した矢場の暴走に巻き込まれてしまう。その後の安否は不明。
ウマ獣人
声 - 陣谷遥
フリップの部下。サメ獣人と共に日下部のリンチに加わる。マリー伊丹の詐欺被害に遭い逆上するが、矢場と同様ニルヴァジールシンドロームで怪物化してしまう。シルバスタ製薬のロボットに鎮圧され、実験台として人間の姿にさせられる。

### 銀狼教団
日渡 なずな（ひわたし なずな）
声 - 長縄まりあ
みちるの親友。生年月日は平成15年4月8日。アイドルを目指していたが、1年前に突如獣化し、みちるの目の前でさらわれていった。その後はとある研究施設に捕らえられていたが、ボリスに助けられ、2人で銀狼を信奉する銀狼教団に入り、教祖「デェス・ルゥブ」としてアニマシティに現れる。キツネ獣人だが、みちると同じく変身能力を持っており、それを利用して「銀狼に変身するオオカミ獣人」として振舞っている。
みちると違い教祖としてアイドル扱いされる現状に満足しており、拐われた先から自分を救い出し、教祖に祭り上げてくれたボリスを心から信用している一方、再会したみちるとは互いの価値観の違いからすれ違いが生じてしまう。しかし、「獣人の心の支えになりたい」というのは本心でもあり、そのことを理解したみちると和解し、それまで信用していたボリスと距離を置こうとする。
第11話でコンサートを開き、その途中のMCで自身の正体を告白する予定だったが、それがニルヴァジールシンドロームを引き起こすことを士郎に知らされたみちるの静止を受け、告白を思いとどまる。しかしボリスによって真実を暴露され、ニルヴァジールシンドロームを引き起こされてしまう。
クリフ・ボリス
声 - 子安武人
銀狼教団の修行長を務める狼を模した仮面をつけたヘビ獣人。
謎の施設に拐われたなずなを救い、彼女を伴って入信した銀狼教団の実権を握った謎多き人物であり、みちるからはなずなに対するねっとりとした態度などもあって疑惑の目で見られている。

### 人間
アラン・シルヴァスタ
声 - 石川界人
シルヴァスタ製薬の若手CEOで、その母体であるシルヴァスタ財閥の中心人物とされる。アニマシティ設立に貢献し、現在でも資金提供を続けているが、獣人に友好的なわけではない。いつも笑顔で爽やかな風貌をしている。元々は人間界にいたが、第3話ラストにてアニマシティに出向する。実は獣人であり、アニマシティの建設に携わったのも一ヶ所に集まった獣人をニルヴァジールシンドロームを発症させ、自社のドローン兵器等に搭載した薬品で人間にするためであった。
白水総理
声 - 大塚芳忠
日本の総理大臣。
真垣晃弘
声 - 鈴木勝美
シルヴァスタ製薬の研究員。アラン・シルヴァスタと直接話す立場にある。

## 用語
獣人
人間とは別種の生物。体内に「獣性因子（獣因子とも呼称される）」という因子を持つ事から学術的には「獣性人類」と呼称されており、「獣人」はその略称でもある。血液型は人間とは異なるタイプの為人間と獣人との間で輸血は不可能な為、学生証等の身分証明書にはその種族が必ず書かれている。また獣人とは別に人間に変化することも可能で、各々が自由に姿を使い分けられるが、アニマシティでは普段は人間体でいる事が常識となっており、裏社会では「獣人化=臨戦態勢」という認識が強い。またイヌ科の獣人は嗅覚が優れ、海洋生物の獣人は抜群の水泳能力、鳥類の獣人は飛行が可能などモデルになった動物の能力も使えるため、基本的に身体能力や戦闘能力は人間を数段上回る。
古くから存在していたが、その力を恐れた人間達からは差別や迫害の対象になってきており、人間の警察官の中にすら獣人狩りに肯定的な者がいる。獣人の中にも人間を嫌う者もいるが、中には人間に雇われている獣人もいる。
本来は同じ獣性のグループが各地に点在して暮らしていたため多種の獣人が一緒に暮らすことに慣れておらず、多種族に自分の生存領域を侵されているというストレスを無意識下に溜め込みやすい性質となっている。
アニマシティ
日本の「獣人特区法」によって創立された特別区域。日本の領土内にあるが、移動は主に船を使う必要があり、他の地域とは隔絶されている。住民は全員獣人であり、人間界に居場所のない獣人達の唯一の頼みの綱となっているが、進行ルートでは武器を持った反獣人派が待ち伏せしているため、非正規に渡航するにはマリーのような裏社会の手を借りる必要がある。
獣人達にとっての楽園と思われているが、実際は弱肉強食・男尊女卑の概念が一般人にも行き渡っており、乱闘が発生しても止めようとする者はおらず、スポーツにおいても野球は乱闘・相手選手を殺害しても問題ない上、裏では野球賭博や八百長が半ば公然のように行われている。スラム街が存在するなど住民間の貧富の差も激しく、裏社会ではギャングが台頭し、獣人身売買のような非人道的な商売や人間に雇われた獣人による犯罪が横行している。警察や市長も犯罪の根絶に尽力しているものの、続出する犯罪に対応しきれていない。
シルヴァスタ製薬
ヨーロッパに古くから存在する名門「シルヴァスタ財閥」の系列企業。CEOであるアランの方針でアニマシティにも多額の資金援助をしており、医療施設と研究所を兼ねたメディカルセンターも運営している。
銀狼教団
獣人の守り神とされる銀狼を信仰対象とする教団。元々は穏やかな民間宗教だったが、物語開始の約半年前にボリスが加入して以降は急速にその勢力と影響力を拡大させつつある。
ニルヴァジール
1000年前のヨーロッパの東の果てに存在したとされる獣人の都市でアニマシティと同様獣人だけの街だった。突如人間の軍隊に襲撃されて住民は皆殺しにされて滅亡したとされるが、実際はニルヴァジールシンドロームによって住民同士で殺し合った末に滅亡していた。
獣因子暴走症候群
通称「ニルヴァジールシンドローム」。獣人がストレスを溜め込み強い心的ショックを受けると獣因子が暴走し闘争本能の塊となる。一度暴走すると完全に理性を失い獣人同士でも殺し合ってしまう。

## スタッフ
- 原作 - TRIGGER、中島かずき
- 監督 - 吉成曜[6]
- シリーズ構成 - 中島かずき[1][6]
- 企画協力 - 宮澤伊織[8][9]
- コンセプトアート - Genice Chan[6]
- アニメーションキャラクターデザイン - 芳垣祐介[6]
- 総作画監督 - 竹田直樹[6]
- アクションディレクター - 今石洋之
- 美術監督 - 野村正信[6]
- 美術設定 - 天田俊貴、三宮昌太、清田千萌
- 色彩設計 - 垣田由紀子[6]
- 撮影監督 - 設楽希[6]
- 編集 - 坪根健太郎[6]
- 音響監督 - 浦狩裕樹、大塚雅彦
- 音楽 - mabanua[6]
- 音楽プロデューサー - 杉田寿宏
- 音楽制作 - 東宝ミュージック、origami PRODUCTIONS
- チーフプロデューサー - 高橋亜希人、高瀬透子
- プロデューサー - 礒部慧利、岡安由夏
- アニメーションプロデューサー - 堤尚子
- アニメーション制作 - TRIGGER[6]
- 制作 - 『BNA ビー・エヌ・エー』製作委員会（東宝、フジテレビジョン、博報堂DYメディアパートナーズ、ウルトラスーパーピクチャーズ、ムービック、バンダイ、BANDAI SPIRITS、BSフジ）

## 主題歌
「Ready to」
影森みちる（諸星すみれ）によるオープニングテーマ。作詞はrihoco、作曲はJin Tanaka、編曲はR・O・N。
「NIGHT RUNNING」
Shin Sakiura feat. AAAMYYYによるエンディングテーマ。作詞・歌はAAAMYYY、作曲・編曲はShin Sakiura。
「Wish」
日渡なずな（長縄まりあ）による第11話挿入歌。作詞はrihoco、作曲・編曲はel。
「NIGHT RUNNING feat.Dēesse louve」
日渡なずな（長縄まりあ）による第11話挿入歌。作詞はAAAMYYY、作曲はShin Sakiura、編曲は吉田穣。

## 各話リスト
| 話数   | サブタイトル        | 脚本         | 絵コンテ          | 演出                  | 作画監督                                                                                        | 初放送日      |
| ------ | ------------------- | ------------ | ----------------- | --------------------- | ----------------------------------------------------------------------------------------------- | ------------- |
| 第1話  | Runaway Raccoon     | 中島かずき   | 吉成曜 今石洋之   | 宮島善博              | 竹田直樹 杉本ミッシェル                                                                         | 2020年 4月9日 |
| 第2話  | Rabbit Town         | 中島かずき   | 大塚雅彦 中野広大 | 古川晟                | 坂本勝 長谷川哲也                                                                               | 4月16日       |
| 第3話  | Rhino Melancholy    | 中島かずき   | 小松田大全        | 下平佑一              | 田村瑛美 宮﨑詩織 中村真由美 竹田直樹 杉本ミッシェル 清水麻未                                   | 4月23日       |
| 第4話  | Dolphin Daydream    | 樋口七海     | 佐藤竜雄 大塚雅彦 | 藤井辰己              | 宮﨑詩織 中村真由美 荒井洋紀 西川将貴 糸山礼央                                                  | 4月30日       |
| 第5話  | Greedy Bears        | うえのきみこ | 今石洋之          | 宗廣智行              | すしお                                                                                          | 5月7日        |
| 第6話  | Fox Waltz           | 樋口七海     | 宮島善博          | 宮島善博              | 長谷川哲也 杉本ミッシェル 田村瑛美 石山正修 横屋健太 小林さやか 土肥志文 清水麻未 金子雄人      | 5月14日       |
| 第7話  | Easy Albatross      | 中島かずき   | 大塚雅彦 中野広大 | 前田基匡 大塚雅彦     | Nyki Ikyn なつのはむと 日向晴香 金澤龍 劉雲留                                                   | 5月21日       |
| 第8話  | The Mole Rat Speaks | 中島かずき   | 牛嶋新一郎        | 古川晟                | 田村瑛美 長谷川哲也 鄧佳湄 土肥志文 杉本ミッシェル 清水麻未 中村翠 安部葵                       | 5月28日       |
| 第9話  | Human Scapegoat     | うえのきみこ | 傅沙織            | 傅沙織                | 荒井洋紀 杉本ミッシェル 宮﨑詩織 田村瑛美 土肥志文 中村真由美 福地和浩 竹田直樹 芳垣祐介        | 6月4日        |
| 第10話 | Rabid Wolf          | 中島かずき   | 芝久保            | 中島政興 球野たかひろ | 西川将貴 Nyki Ikyn なつのはむと 日向晴香 阿部可奈子 沈霏 孫月 林梦贇 金子雄人 芳垣祐介 竹田直樹 | 6月11日       |
| 第11話 | A Beastly Feast     | 中島かずき   | 大塚雅彦          | 小笠原一馬 大塚雅彦   | 田村瑛美 長谷川哲也 土肥志文 杉本ミッシェル 清水麻未 福地和浩 赤堀重雄 中村真由美               | 6月18日       |
| 第12話 | Anima-City          | 中島かずき   | 吉成曜 今石洋之   | 宗廣智行 下平佑一     | 中村真由美 荒井洋紀 土肥志文 長谷川哲也 田村瑛美 杉本ミッシェル 日向晴香 竹田直樹 芳垣祐介      | 6月25日       |

## 放送局
| 放送期間                | 放送時間                     | 放送局         | 対象地域   | 備考                                        |
| ----------------------- | ---------------------------- | -------------- | ---------- | ------------------------------------------- |
| 2020年4月9日 - 6月25日  | 木曜 0:55 - 1:25（水曜深夜） | フジテレビ     | 関東広域圏 | 製作参加 / 『+Ultra』枠                     |
|                         | 木曜 1:55 - 2:25（水曜深夜)  | テレビ西日本   | 福岡県     |                                             |
| 2020年4月10日 - 6月26日 | 金曜 1:55 - 2:25（木曜深夜） | 関西テレビ     | 近畿広域圏 |                                             |
| 2020年4月12日 - 6月28日 | 日曜 1:30 - 2:00（土曜深夜） | 青森朝日放送   | 青森県     |                                             |
|                         | 日曜 1:55 - 2:25（土曜深夜） | 東海テレビ     | 中京広域圏 |                                             |
| 2020年4月13日 - 6月29日 | 月曜 1:15 - 1:45（日曜深夜） | 北海道文化放送 | 北海道     |                                             |
| 2020年4月16日 - 7月2日  | 木曜 0:00 - 0:30（水曜深夜） | BSフジ         | 日本全域   | 製作参加 / BS/BS4K放送 / 『アニメギルド』枠 |

インターネットではNetflixにて2020年3月21日より1話から6話まで、2020年5月6日より7話から12話までそれぞれ先行配信。

## BD / DVD
| 巻 | 発売日         | 収録話         | 規格品番   | 規格品番   |
| 巻 | 発売日         | 収録話         | BD限定版   | DVD限定版  |
| -- | -------------- | -------------- | ---------- | ---------- |
| 1  | 2020年8月19日  | 第1話 - 第4話  | TBR-30081D | TDV-30084D |
| 2  | 2020年9月16日  | 第5話 - 第8話  | TBR-30082D | TDV-30085D |
| 3  | 2020年10月14日 | 第9話 - 第12話 | TBR-30083D | TDV-30086D |

## 小説
バルバレイ・ロゼの少女時代を描いたスピンオフ作品『BNA ZERO ビー・エヌ・エー・ゼロ まっさらになれない獣たち』が、ダッシュエックス文庫より2020年4月24日に発売された（ISBN 978-4-08-631364-3）。著者は伊瀬ネキセ、監修は中島かずき、デザイン監修・イラストはTRIGGER。

## 漫画
あさの作画によるコミカライズ作品が、2020年5月29日から2022年9月9日まで『となりのヤングジャンプ』（集英社）にて連載された。単行本は2022年9月16日にヤングジャンプ・コミックスレーベルより発売された（ISBN 978-4-08-892306-2）。